# Liste der Wuppertaler Wupperbrücken
Die Liste der Wuppertaler Wupperbrücken listet Fußgängerbrücken, Straßenbrücken und Eisenbahnbrücken über die Wupper auf, die im heutigen Stadtgebiet Wuppertals liegen.
| \| Name und Koordinate \| Verkehrsart und Bauform \| \| linkes Ufer: Stadtbezirk Langerfeld-Beyenburg, rechtes Ufer: Stadt Ennepetal \| \| \| Fußgängerbrücke Beyenburger Stausee (51° 14′ 28″ N, 7° 18′ 19″ O) \| Spannbeton-Balkenbrücke für Fußgänger \| \| Fischbauchbrücke Beyenburg (51° 14′ 52″ N, 7° 17′ 49″ O) \| Fischbauchträger-Stahlbrücke (Bj. 1890) der Wuppertalbahn \| \| Wupperbrücke Porta Westfalica 1 (51° 14′ 53″ N, 7° 17′ 50″ O) \| Spannbeton-Balkenbrücke der Landesstraße 414 \| \| Fußgängersteg Beyenburg-Schemm (51° 14′ 56″ N, 7° 18′ 8″ O) \| Stahlbrücke für Fußgänger \| \| Fußgängersteg Bilstein (51° 15′ 10″ N, 7° 18′ 18″ O) \| Stahlbrücke für Fußgänger \| \| linkes Ufer: Stadtbezirk Langerfeld-Beyenburg, rechtes Ufer: Stadt Schwelm \| \| \| Werksbrücke (51° 15′ 1″ N, 7° 17′ 45″ O) \| Werksverkehr \| \| Werksbrücke (51° 15′ 1″ N, 7° 17′ 39″ O) \| Werksverkehr \| \| Werksbrücke (51° 15′ 1″ N, 7° 17′ 37″ O) \| Werksverkehr \| \| Wupperbrücke Porta Westfalica 2 (51° 15′ 0″ N, 7° 17′ 27″ O) \| Spannbeton-Balkenbrücke der Landesstraße 414 \| \| Stadtbezirk Langerfeld-Beyenburg \| \| \| Beyenburger Brücke (51° 14′ 59″ N, 7° 17′ 21″ O) \| Spannbeton-Balkenbrücke der Landesstraße 411[1] \| \| Werksbrücke Erfurt (51° 15′ 33″ N, 7° 16′ 32″ O) \| Werksverkehr \| \| Wupperbrücke Hugo-Erfurt-Straße (51° 15′ 34″ N, 7° 16′ 29″ O) \| kleine Fahrstraße \| \| Eisenbahnbrücke Kemna (51° 15′ 22″ N, 7° 16′ 20″ O) \| Stahlfachwerkbrücke (Bj. 1890) der Wuppertalbahn[2] \| \| Wupperbrücke Theodor-Schröder-Weg (51° 15′ 11″ N, 7° 16′ 13″ O) \| Spannbeton-Balkenbrücke für Fußgänger, kleine Fahrstraße \| \| Wupperbrücke Edmund-Vette-Weg (51° 15′ 19″ N, 7° 15′ 5″ O) \| Balkenbrücke für Fußgänger \| \| Werksbrücke Vorwerk (51° 15′ 14″ N, 7° 14′ 34″ O) \| Fußgänger, kleine Fahrstraße \| \| Wupperbrücke Blombacher Bach (51° 15′ 23″ N, 7° 13′ 54″ O) \| Spannbeton-Balkenbrücke der Landesstraße 420 \| \| linkes Ufer: Stadtbezirk Heckinghausen, rechtes Ufer: Stadtbezirk Langerfeld-Beyenburg \| \| \| Wuppertalbrücke (51° 15′ 25″ N, 7° 13′ 52″ O) \| Stahlverbundbrücke der Bundesautobahn 1 \| \| Eisenbahnbrücke Öhde (51° 15′ 35″ N, 7° 13′ 54″ O) \| Eisenbahnbrücke (Bj. 1869) der Wuppertalbahn[2] \| \| Werksbrücke (51° 15′ 49″ N, 7° 14′ 3″ O) \| Werksverkehr \| \| Eisenbahnbrücke Rauental 51° 16′ 2″ N, 7° 14′ 9″ O \| Bogenbrücke der Bahnstrecke Wuppertal-Oberbarmen–Opladen \| \| Wupperbrücke Bockmühle (51° 16′ 4″ N, 7° 14′ 8″ O) \| Landesstraße 58 \| \| Heckinghauser Zollbrücke (51° 16′ 16″ N, 7° 13′ 53″ O) \| Bruchstein-Bogenbrücke (Bj. 1755) für Fußgänger[2] \| \| linkes Ufer: Stadtbezirk Heckinghausen, rechtes Ufer: Stadtbezirk Oberbarmen \| \| \| Wupperbrücke Waldeckstraße (51° 16′ 26″ N, 7° 13′ 32″ O) \| Spannbeton-Balkenbrücke der Landesstraße 726 \| \| Stadtbezirk Oberbarmen \| \| \| Eisenbahnbrücke Oberbarmen (51° 16′ 27″ N, 7° 13′ 30″ O) \| Bahnstrecke Elberfeld–Dortmund \| \| Rittershauser Brücke (51° 16′ 28″ N, 7° 13′ 28″ O) \| Balkenbrücke für Fußgänger \| \| Wupperbrücke Berliner Platz (51° 16′ 29″ N, 7° 13′ 22″ O) \| Innerstädtischer Straßenverkehr \| \| Schwebebahnstation Oberbarmen (51° 16′ 29″ N, 7° 13′ 20″ O) \| Fußgänger \| \| Wupperbrücke Schöneberger Ufer (51° 16′ 29″ N, 7° 13′ 18″ O) \| Innerstädtischer Straßenverkehr \| \| Wupperbrücke Stennert (51° 16′ 27″ N, 7° 13′ 1″ O) \| Innerstädtischer Straßenverkehr \| \| Wupperbrücke Brändströmstraße (51° 16′ 24″ N, 7° 12′ 49″ O) \| Innerstädtischer Straßenverkehr / Landesstraße 419[1] \| \| Pfälzer Steg (51° 16′ 25,5″ N, 7° 12′ 40,4″ O) \| Fußgänger Der Abriss der ursprünglichen/ehemaligen, 1895 gebauten Brücke, erfolgte am 9./10. Dezember 2019 aus Baufälligkeitsgründen.[3] Im Januar 2023 wurde ein Ersatzneubau aus Stahl errichtet.[4] \| \| linkes Ufer: Stadtbezirk Oberbarmen, rechtes Ufer: Stadtbezirk Barmen \| \| \| Werther Brücke (51° 16′ 21″ N, 7° 12′ 25″ O) \| Stahlbrücke für innerstädtischen Straßenverkehr[2] \| \| Stadtbezirk Barmen \| \| \| Wupperbrücke Diedenhofer Straße (51° 16′ 14″ N, 7° 12′ 17″ O) \| Fußgänger \| \| Wupperbrücke South-Tyneside-Ufer (51° 16′ 13″ N, 7° 12′ 8″ O) \| Fußgänger \| \| Wupperbrücke Rolingswerth (51° 16′ 11″ N, 7° 12′ 2″ O) \| Stahlbrücke für innerstädtischen Straßenverkehr \| \| Clefbrücke (51° 16′ 10″ N, 7° 11′ 57″ O) \| Stahlbrücke für Fußgänger (zurzeit gesperrt)[5] \| \| Schwebebahnstation Alter Markt (51° 16′ 10″ N, 7° 11′ 53″ O) \| Fußgänger \| \| Straßenkreuzung Alter Markt (51° 16′ 11″ N, 7° 11′ 50″ O) \| Spannbeton-Balkenbrücke für innerstädtischen Straßenverkehr / Bundesstraße 7 \| \| Schafbrücke (51° 16′ 9″ N, 7° 11′ 42″ O) \| Fußgänger (zurzeit gesperrt) \| \| Dörner Brücke (51° 16′ 6″ N, 7° 11′ 35″ O) \| Stahlbrücke (Bj. 1869) für innerstädtischen Straßenverkehr[5] \| \| Adlerbrücke (51° 16′ 1″ N, 7° 11′ 22″ O) \| Stahlbrücke ehemals für innerstädtischen Straßenverkehr, seit der bis 2017 erfolgten Sanierung nur noch für Fußgänger und Radfahrer[6][2] \| \| Wupperbrücke Wasserstraße (51° 16′ 0″ N, 7° 11′ 6″ O) \| Stahlbrücke für innerstädtischen Straßenverkehr \| \| Loher Brücke (51° 16′ 2″ N, 7° 10′ 51″ O) \| Innerstädtischer Straßenverkehr / Landesstraße 433[1] \| \| Wupperbrücke Farbmühle (51° 15′ 55″ N, 7° 10′ 42″ O) \| Innerstädtischer Straßenverkehr[1] \| \| Wupperbrücke Warndtstraße (51° 15′ 51″ N, 7° 10′ 37″ O) \| Fußgängerbrücke (Bj. 2006), ehemaliger Schwebebahnträger \| \| Wupperbrücke Völklinger Straße (51° 15′ 45″ N, 7° 10′ 26″ O) \| Stahlbrücke für innerstädtischen Straßenverkehr[5] \| \| linkes Ufer: Stadtbezirk Barmen, rechtes Ufer: Stadtbezirk Elberfeld \| \| \| Haspeler Brücke (51° 15′ 31″ N, 7° 9′ 49″ O) \| Stahlbrücke (Bj. 1902) für innerstädtischen Straßenverkehr[5] \| \| Stadtbezirk Elberfeld \| \| \| Wupperbrücke Eiland (51° 15′ 28″ N, 7° 9′ 43″ O) \| Stahlbrücke für innerstädtischen Straßenverkehr[5] \| \| Wupperbrücke Hartmannufer (51° 15′ 26″ N, 7° 9′ 39″ O) \| Fußgänger \| \| Wupperbrücke Friedrich-Engels-Allee (51° 15′ 22″ N, 7° 9′ 32″ O) \| Spannbeton-Balkenbrücke für innerstädtischen Straßenverkehr / Bundesstraße 7 \| \| Wupperbrücke Barmer Straße (51° 15′ 21″ N, 7° 9′ 31″ O) \| Stahlbrücke für innerstädtischen Straßenverkehr[1] \| \| Schwebebahnstation Kluser Brücke (51° 15′ 20″ N, 7° 9′ 17″ O) \| Spannbeton-Balkenbrücke für Fußgänger \| \| Wupperbrücke Bundesallee 1 (51° 15′ 22″ N, 7° 9′ 14″ O) \| Spannbeton-Balkenbrücke für innerstädtischen Straßenverkehr / Bundesstraße 7 \| \| Wupperbrücke Wesendonkstraße (51° 15′ 24″ N, 7° 9′ 7″ O) \| Stahlbrücke für innerstädtischen Straßenverkehr[5] \| \| Brausenwerther Brücke (51° 15′ 24″ N, 7° 9′ 2″ O) \| Spannbeton-Balkenbrücke (Bj. 1960) für innerstädtischen Straßenverkehr \| \| Wupperbrücke Hofaue (51° 15′ 23″ N, 7° 8′ 58″ O) \| Fußgänger (ohne Zugänge) \| \| Wupperbrücke Alte Freiheit (51° 15′ 22″ N, 7° 8′ 56″ O) \| Fußgängerzone[1] \| \| Isländer Brücke (51° 15′ 20″ N, 7° 8′ 48″ O) \| Stahlbrücke für innerstädtischen Straßenverkehr[1] \| \| Bismarcksteg (51° 15′ 20″ N, 7° 8′ 44″ O) \| Stahlbrücke (Bj. 1905) für Fußgänger[5] \| \| Wupperbrücke Alexanderstraße (51° 15′ 20″ N, 7° 8′ 36″ O) \| Stahlbrücke für innerstädtischen Straßenverkehr \| \| Schwebebahnstation Ohligsmühle (51° 15′ 19″ N, 7° 8′ 34″ O) \| Fußgänger \| \| Wupperbrücke Bundesallee 2 (51° 15′ 17″ N, 7° 8′ 29″ O) \| Spannbeton-Balkenbrücke für innerstädtischen Straßenverkehr / Bundesstraße 7 \| \| Wupperbrücke Alsenstraße (51° 15′ 11″ N, 7° 8′ 13″ O) \| Stahlbrücke für innerstädtischen Straßenverkehr[1] \| \| Wupperbrücke Tannenbergstraße (51° 15′ 9″ N, 7° 8′ 5″ O) \| Stahlbrücke für innerstädtischen Straßenverkehr \| \| linkes Ufer: Stadtbezirk Elberfeld, rechtes Ufer: Stadtbezirk Elberfeld-West \| \| \| Wupperbrücke Moritzstraße (51° 15′ 4″ N, 7° 7′ 55″ O) \| Stahlbrücke für innerstädtischen Straßenverkehr[5] \| \| Stadtbezirk Elberfeld-West \| \| \| Wupperbrücke Pestalozzistraße (51° 14′ 55″ N, 7° 7′ 33″ O) \| Stahlbrücke für innerstädtischen Straßenverkehr[2] \| \| Wupperbrücke Kabelstraße (51° 14′ 55″ N, 7° 7′ 14″ O) \| Stahlbrücke (Bj. 1900) für innerstädtischen Straßenverkehr[5] \| \| Werksbrücke Bayerwerk (51° 14′ 56″ N, 7° 7′ 4″ O) \| Werksverkehr \| \| Werksbrücke Bayerwerk (51° 14′ 56″ N, 7° 6′ 56″ O) \| Werksverkehr \| \| Werksbrücke Bayerwerk (51° 14′ 54″ N, 7° 6′ 50″ O) \| Werksverkehr \| \| Werksbrücke Bayerwerk (51° 14′ 53″ N, 7° 6′ 42″ O) \| Werksverkehr \| \| Werksbrücke Bayerwerk (51° 14′ 53″ N, 7° 6′ 38″ O) \| Werksverkehr \| \| Wupperbrücke Tiergartentreppe (51° 14′ 47″ N, 7° 6′ 25″ O) \| Fußgänger \| \| Werksbrücke Bayerwerk (51° 14′ 40″ N, 7° 6′ 20″ O) \| Werksverkehr \| \| Sonnborner Eisenbahnbrücke (51° 14′ 30″ N, 7° 6′ 12″ O) \| Bogenbrücke (Bj. 1910) der Bahnstrecke Düsseldorf–Elberfeld[5] \| \| Wupperbrücke Siegfriedstraße (51° 14′ 30″ N, 7° 6′ 12″ O) \| Stahlbrücke (Bj. 1981) für innerstädtischen Straßenverkehr \| \| Schwebebahnstation Zoo/Stadion (51° 14′ 27,2″ N, 7° 6′ 11,8″ O) \| Spannbeton-Balkenbrücke für Fußgänger \| \| Alte Zoobrücke (51° 14′ 26″ N, 7° 6′ 12″ O) \| Stahlbrücke für innerstädtischen Straßenverkehr, jetzt nur Fußgänger \| \| Wupperbrücke Stadion (51° 14′ 16″ N, 7° 6′ 11″ O) \| Fußgänger[5] \| \| Wupperbrücke Rutenbecker Weg (51° 14′ 13″ N, 7° 5′ 52″ O) \| Stahlbrücke für innerstädtischen Straßenverkehr[1] \| \| Wuppertalbrücke A46 Sonnborn (51° 14′ 14″ N, 7° 5′ 35″ O) \| Spannbeton-Balkenbrücke der Bundesautobahn 46 \| \| linkes Ufer: Stadtbezirk Elberfeld-West, rechtes Ufer: Stadtbezirk Vohwinkel \| \| \| Wupperbrücke Anschlussstelle Sonnborn (51° 14′ 12″ N, 7° 5′ 28″ O) \| Spannbeton-Balkenbrücke der Bundesautobahn 46 \| \| Wuppertalbrücke A46 Hammerstein (51° 14′ 3″ N, 7° 5′ 33″ O) \| Spannbeton-Balkenbrücke der Bundesautobahn 46 \| \| Wuppertalbrücke Zubringer L 418 (51° 13′ 50″ N, 7° 5′ 52″ O) \| Spannbeton-Balkenbrücke der Bundesautobahn 46 / Landesstraße 418 \| \| Stadtbezirk Vohwinkel \| \| \| Wupperbrücke Buchenhofen (51° 13′ 41″ N, 7° 6′ 19″ O) \| Stahlbrücke (Bj. 1916) 2006 abgebrochen und neue Spannbeton-Balkenbrücke (Bj. 2006) für innerstädtischen Straßenverkehr[7] \| \| linkes Ufer: Stadtbezirk Cronenberg, rechtes Ufer: Stadt Solingen \| \| \| Teufelsbrücke (51° 12′ 39″ N, 7° 6′ 28″ O) \| Spannbeton-Balkenbrücke (Bj. 1975) für Fußgänger (Vorgängerbauten seit dem 19. Jahrhundert) \| \| Wupperbrücke L74 1 (51° 11′ 42″ N, 7° 6′ 25″ O) \| Spannbeton-Balkenbrücke der Landesstraße 74 \| \| Kohlfurther Brücke (51° 11′ 28″ N, 7° 6′ 37″ O) \| Stahlbrücke für Fußgänger (ehemals Straßenbahn und Individualverkehr)[2] \| \| Wupperbrücke L74 2 (51° 11′ 11″ N, 7° 6′ 48″ O) \| Spannbeton-Balkenbrücke der Landesstraße 74 \| \| Wuppersteg Papiermühle (51° 10′ 46″ N, 7° 7′ 29″ O) \| Stahlsteg für Fußgänger \| \| Wupperbrücke RME (51° 10′ 1″ N, 7° 7′ 59″ O) \| Stahlbrücke (Bj. 1892) der Ronsdorf-Müngstener Eisenbahn \| \| Wupperbrücke Remscheider Straße (51° 9′ 57″ N, 7° 8′ 9″ O) \| Spannbeton-Balkenbrücke der Bundesstraße 229 \| | |
| Name und Koordinate | Verkehrsart und Bauform |
| linkes Ufer: Stadtbezirk Langerfeld-Beyenburg, rechtes Ufer: Stadt Ennepetal | |
| Fußgängerbrücke Beyenburger Stausee (51° 14′ 28″ N, 7° 18′ 19″ O) | Spannbeton-Balkenbrücke für Fußgänger |
| Fischbauchbrücke Beyenburg (51° 14′ 52″ N, 7° 17′ 49″ O) | Fischbauchträger-Stahlbrücke (Bj. 1890) der Wuppertalbahn |
| Wupperbrücke Porta Westfalica 1 (51° 14′ 53″ N, 7° 17′ 50″ O) | Spannbeton-Balkenbrücke der Landesstraße 414 |
| Fußgängersteg Beyenburg-Schemm (51° 14′ 56″ N, 7° 18′ 8″ O) | Stahlbrücke für Fußgänger |
| Fußgängersteg Bilstein (51° 15′ 10″ N, 7° 18′ 18″ O) | Stahlbrücke für Fußgänger |
| linkes Ufer: Stadtbezirk Langerfeld-Beyenburg, rechtes Ufer: Stadt Schwelm | |
| Werksbrücke (51° 15′ 1″ N, 7° 17′ 45″ O) | Werksverkehr |
| Werksbrücke (51° 15′ 1″ N, 7° 17′ 39″ O) | Werksverkehr |
| Werksbrücke (51° 15′ 1″ N, 7° 17′ 37″ O) | Werksverkehr |
| Wupperbrücke Porta Westfalica 2 (51° 15′ 0″ N, 7° 17′ 27″ O) | Spannbeton-Balkenbrücke der Landesstraße 414 |
| Stadtbezirk Langerfeld-Beyenburg | |
| Beyenburger Brücke (51° 14′ 59″ N, 7° 17′ 21″ O) | Spannbeton-Balkenbrücke der Landesstraße 411 |
| Werksbrücke Erfurt (51° 15′ 33″ N, 7° 16′ 32″ O) | Werksverkehr |
| Wupperbrücke Hugo-Erfurt-Straße (51° 15′ 34″ N, 7° 16′ 29″ O) | kleine Fahrstraße |
| Eisenbahnbrücke Kemna (51° 15′ 22″ N, 7° 16′ 20″ O) | Stahlfachwerkbrücke (Bj. 1890) der Wuppertalbahn |
| Wupperbrücke Theodor-Schröder-Weg (51° 15′ 11″ N, 7° 16′ 13″ O) | Spannbeton-Balkenbrücke für Fußgänger, kleine Fahrstraße |
| Wupperbrücke Edmund-Vette-Weg (51° 15′ 19″ N, 7° 15′ 5″ O) | Balkenbrücke für Fußgänger |
| Werksbrücke Vorwerk (51° 15′ 14″ N, 7° 14′ 34″ O) | Fußgänger, kleine Fahrstraße |
| Wupperbrücke Blombacher Bach (51° 15′ 23″ N, 7° 13′ 54″ O) | Spannbeton-Balkenbrücke der Landesstraße 420 |
| linkes Ufer: Stadtbezirk Heckinghausen, rechtes Ufer: Stadtbezirk Langerfeld-Beyenburg | |
| Wuppertalbrücke (51° 15′ 25″ N, 7° 13′ 52″ O) | Stahlverbundbrücke der Bundesautobahn 1 |
| Eisenbahnbrücke Öhde (51° 15′ 35″ N, 7° 13′ 54″ O) | Eisenbahnbrücke (Bj. 1869) der Wuppertalbahn |
| Werksbrücke (51° 15′ 49″ N, 7° 14′ 3″ O) | Werksverkehr |
| Eisenbahnbrücke Rauental 51° 16′ 2″ N, 7° 14′ 9″ O | Bogenbrücke der Bahnstrecke Wuppertal-Oberbarmen–Opladen |
| Wupperbrücke Bockmühle (51° 16′ 4″ N, 7° 14′ 8″ O) | Landesstraße 58 |
| Heckinghauser Zollbrücke (51° 16′ 16″ N, 7° 13′ 53″ O) | Bruchstein-Bogenbrücke (Bj. 1755) für Fußgänger |
| linkes Ufer: Stadtbezirk Heckinghausen, rechtes Ufer: Stadtbezirk Oberbarmen | |
| Wupperbrücke Waldeckstraße (51° 16′ 26″ N, 7° 13′ 32″ O) | Spannbeton-Balkenbrücke der Landesstraße 726 |
| Stadtbezirk Oberbarmen | |
| Eisenbahnbrücke Oberbarmen (51° 16′ 27″ N, 7° 13′ 30″ O) | Bahnstrecke Elberfeld–Dortmund |
| Rittershauser Brücke (51° 16′ 28″ N, 7° 13′ 28″ O) | Balkenbrücke für Fußgänger |
| Wupperbrücke Berliner Platz (51° 16′ 29″ N, 7° 13′ 22″ O) | Innerstädtischer Straßenverkehr |
| Schwebebahnstation Oberbarmen (51° 16′ 29″ N, 7° 13′ 20″ O) | Fußgänger |
| Wupperbrücke Schöneberger Ufer (51° 16′ 29″ N, 7° 13′ 18″ O) | Innerstädtischer Straßenverkehr |
| Wupperbrücke Stennert (51° 16′ 27″ N, 7° 13′ 1″ O) | Innerstädtischer Straßenverkehr |
| Wupperbrücke Brändströmstraße (51° 16′ 24″ N, 7° 12′ 49″ O) | Innerstädtischer Straßenverkehr / Landesstraße 419 |
| Pfälzer Steg (51° 16′ 25,5″ N, 7° 12′ 40,4″ O) | Fußgänger Der Abriss der ursprünglichen/ehemaligen, 1895 gebauten Brücke, erfolgte am 9./10. Dezember 2019 aus Baufälligkeitsgründen. Im Januar 2023 wurde ein Ersatzneubau aus Stahl errichtet. |
| linkes Ufer: Stadtbezirk Oberbarmen, rechtes Ufer: Stadtbezirk Barmen | |
| Werther Brücke (51° 16′ 21″ N, 7° 12′ 25″ O) | Stahlbrücke für innerstädtischen Straßenverkehr |
| Stadtbezirk Barmen | |
| Wupperbrücke Diedenhofer Straße (51° 16′ 14″ N, 7° 12′ 17″ O) | Fußgänger |
| Wupperbrücke South-Tyneside-Ufer (51° 16′ 13″ N, 7° 12′ 8″ O) | Fußgänger |
| Wupperbrücke Rolingswerth (51° 16′ 11″ N, 7° 12′ 2″ O) | Stahlbrücke für innerstädtischen Straßenverkehr |
| Clefbrücke (51° 16′ 10″ N, 7° 11′ 57″ O) | Stahlbrücke für Fußgänger (zurzeit gesperrt) |
| Schwebebahnstation Alter Markt (51° 16′ 10″ N, 7° 11′ 53″ O) | Fußgänger |
| Straßenkreuzung Alter Markt (51° 16′ 11″ N, 7° 11′ 50″ O) | Spannbeton-Balkenbrücke für innerstädtischen Straßenverkehr / Bundesstraße 7 |
| Schafbrücke (51° 16′ 9″ N, 7° 11′ 42″ O) | Fußgänger (zurzeit gesperrt) |
| Dörner Brücke (51° 16′ 6″ N, 7° 11′ 35″ O) | Stahlbrücke (Bj. 1869) für innerstädtischen Straßenverkehr |
| Adlerbrücke (51° 16′ 1″ N, 7° 11′ 22″ O) | Stahlbrücke ehemals für innerstädtischen Straßenverkehr, seit der bis 2017 erfolgten Sanierung nur noch für Fußgänger und Radfahrer                                                              |
| Wupperbrücke Wasserstraße (51° 16′ 0″ N, 7° 11′ 6″ O) | Stahlbrücke für innerstädtischen Straßenverkehr |
| Loher Brücke (51° 16′ 2″ N, 7° 10′ 51″ O) | Innerstädtischer Straßenverkehr / Landesstraße 433 |
| Wupperbrücke Farbmühle (51° 15′ 55″ N, 7° 10′ 42″ O) | Innerstädtischer Straßenverkehr |
| Wupperbrücke Warndtstraße (51° 15′ 51″ N, 7° 10′ 37″ O) | Fußgängerbrücke (Bj. 2006), ehemaliger Schwebebahnträger |
| Wupperbrücke Völklinger Straße (51° 15′ 45″ N, 7° 10′ 26″ O) | Stahlbrücke für innerstädtischen Straßenverkehr |
| linkes Ufer: Stadtbezirk Barmen, rechtes Ufer: Stadtbezirk Elberfeld | |
| Haspeler Brücke (51° 15′ 31″ N, 7° 9′ 49″ O) | Stahlbrücke (Bj. 1902) für innerstädtischen Straßenverkehr |
| Stadtbezirk Elberfeld | |
| Wupperbrücke Eiland (51° 15′ 28″ N, 7° 9′ 43″ O) | Stahlbrücke für innerstädtischen Straßenverkehr |
| Wupperbrücke Hartmannufer (51° 15′ 26″ N, 7° 9′ 39″ O) | Fußgänger |
| Wupperbrücke Friedrich-Engels-Allee (51° 15′ 22″ N, 7° 9′ 32″ O) | Spannbeton-Balkenbrücke für innerstädtischen Straßenverkehr / Bundesstraße 7 |
| Wupperbrücke Barmer Straße (51° 15′ 21″ N, 7° 9′ 31″ O) | Stahlbrücke für innerstädtischen Straßenverkehr |
| Schwebebahnstation Kluser Brücke (51° 15′ 20″ N, 7° 9′ 17″ O) | Spannbeton-Balkenbrücke für Fußgänger |
| Wupperbrücke Bundesallee 1 (51° 15′ 22″ N, 7° 9′ 14″ O) | Spannbeton-Balkenbrücke für innerstädtischen Straßenverkehr / Bundesstraße 7 |
| Wupperbrücke Wesendonkstraße (51° 15′ 24″ N, 7° 9′ 7″ O) | Stahlbrücke für innerstädtischen Straßenverkehr |
| Brausenwerther Brücke (51° 15′ 24″ N, 7° 9′ 2″ O) | Spannbeton-Balkenbrücke (Bj. 1960) für innerstädtischen Straßenverkehr |
| Wupperbrücke Hofaue (51° 15′ 23″ N, 7° 8′ 58″ O) | Fußgänger (ohne Zugänge) |
| Wupperbrücke Alte Freiheit (51° 15′ 22″ N, 7° 8′ 56″ O) | Fußgängerzone |
| Isländer Brücke (51° 15′ 20″ N, 7° 8′ 48″ O) | Stahlbrücke für innerstädtischen Straßenverkehr |
| Bismarcksteg (51° 15′ 20″ N, 7° 8′ 44″ O) | Stahlbrücke (Bj. 1905) für Fußgänger |
| Wupperbrücke Alexanderstraße (51° 15′ 20″ N, 7° 8′ 36″ O) | Stahlbrücke für innerstädtischen Straßenverkehr |
| Schwebebahnstation Ohligsmühle (51° 15′ 19″ N, 7° 8′ 34″ O) | Fußgänger |
| Wupperbrücke Bundesallee 2 (51° 15′ 17″ N, 7° 8′ 29″ O) | Spannbeton-Balkenbrücke für innerstädtischen Straßenverkehr / Bundesstraße 7 |
| Wupperbrücke Alsenstraße (51° 15′ 11″ N, 7° 8′ 13″ O) | Stahlbrücke für innerstädtischen Straßenverkehr |
| Wupperbrücke Tannenbergstraße (51° 15′ 9″ N, 7° 8′ 5″ O) | Stahlbrücke für innerstädtischen Straßenverkehr |
| linkes Ufer: Stadtbezirk Elberfeld, rechtes Ufer: Stadtbezirk Elberfeld-West | |
| Wupperbrücke Moritzstraße (51° 15′ 4″ N, 7° 7′ 55″ O) | Stahlbrücke für innerstädtischen Straßenverkehr |
| Stadtbezirk Elberfeld-West | |
| Wupperbrücke Pestalozzistraße (51° 14′ 55″ N, 7° 7′ 33″ O) | Stahlbrücke für innerstädtischen Straßenverkehr |
| Wupperbrücke Kabelstraße (51° 14′ 55″ N, 7° 7′ 14″ O) | Stahlbrücke (Bj. 1900) für innerstädtischen Straßenverkehr |
| Werksbrücke Bayerwerk (51° 14′ 56″ N, 7° 7′ 4″ O) | Werksverkehr |
| Werksbrücke Bayerwerk (51° 14′ 56″ N, 7° 6′ 56″ O) | Werksverkehr |
| Werksbrücke Bayerwerk (51° 14′ 54″ N, 7° 6′ 50″ O) | Werksverkehr |
| Werksbrücke Bayerwerk (51° 14′ 53″ N, 7° 6′ 42″ O) | Werksverkehr |
| Werksbrücke Bayerwerk (51° 14′ 53″ N, 7° 6′ 38″ O) | Werksverkehr |
| Wupperbrücke Tiergartentreppe (51° 14′ 47″ N, 7° 6′ 25″ O) | Fußgänger |
| Werksbrücke Bayerwerk (51° 14′ 40″ N, 7° 6′ 20″ O) | Werksverkehr |
| Sonnborner Eisenbahnbrücke (51° 14′ 30″ N, 7° 6′ 12″ O) | Bogenbrücke (Bj. 1910) der Bahnstrecke Düsseldorf–Elberfeld |
| Wupperbrücke Siegfriedstraße (51° 14′ 30″ N, 7° 6′ 12″ O) | Stahlbrücke (Bj. 1981) für innerstädtischen Straßenverkehr |
| Schwebebahnstation Zoo/Stadion (51° 14′ 27,2″ N, 7° 6′ 11,8″ O) | Spannbeton-Balkenbrücke für Fußgänger |
| Alte Zoobrücke (51° 14′ 26″ N, 7° 6′ 12″ O) | Stahlbrücke für innerstädtischen Straßenverkehr, jetzt nur Fußgänger |
| Wupperbrücke Stadion (51° 14′ 16″ N, 7° 6′ 11″ O) | Fußgänger |
| Wupperbrücke Rutenbecker Weg (51° 14′ 13″ N, 7° 5′ 52″ O) | Stahlbrücke für innerstädtischen Straßenverkehr |
| Wuppertalbrücke A46 Sonnborn (51° 14′ 14″ N, 7° 5′ 35″ O) | Spannbeton-Balkenbrücke der Bundesautobahn 46 |
| linkes Ufer: Stadtbezirk Elberfeld-West, rechtes Ufer: Stadtbezirk Vohwinkel | |
| Wupperbrücke Anschlussstelle Sonnborn (51° 14′ 12″ N, 7° 5′ 28″ O) | Spannbeton-Balkenbrücke der Bundesautobahn 46 |
| Wuppertalbrücke A46 Hammerstein (51° 14′ 3″ N, 7° 5′ 33″ O) | Spannbeton-Balkenbrücke der Bundesautobahn 46 |
| Wuppertalbrücke Zubringer L 418 (51° 13′ 50″ N, 7° 5′ 52″ O) | Spannbeton-Balkenbrücke der Bundesautobahn 46 / Landesstraße 418 |
| Stadtbezirk Vohwinkel | |
| Wupperbrücke Buchenhofen (51° 13′ 41″ N, 7° 6′ 19″ O) | Stahlbrücke (Bj. 1916) 2006 abgebrochen und neue Spannbeton-Balkenbrücke (Bj. 2006) für innerstädtischen Straßenverkehr                                                                          |
| linkes Ufer: Stadtbezirk Cronenberg, rechtes Ufer: Stadt Solingen | |
| Teufelsbrücke (51° 12′ 39″ N, 7° 6′ 28″ O) | Spannbeton-Balkenbrücke (Bj. 1975) für Fußgänger (Vorgängerbauten seit dem 19. Jahrhundert) |
| Wupperbrücke L74 1 (51° 11′ 42″ N, 7° 6′ 25″ O) | Spannbeton-Balkenbrücke der Landesstraße 74 |
| Kohlfurther Brücke (51° 11′ 28″ N, 7° 6′ 37″ O) | Stahlbrücke für Fußgänger (ehemals Straßenbahn und Individualverkehr) |
| Wupperbrücke L74 2 (51° 11′ 11″ N, 7° 6′ 48″ O) | Spannbeton-Balkenbrücke der Landesstraße 74 |
| Wuppersteg Papiermühle (51° 10′ 46″ N, 7° 7′ 29″ O) | Stahlsteg für Fußgänger |
| Wupperbrücke RME (51° 10′ 1″ N, 7° 7′ 59″ O) | Stahlbrücke (Bj. 1892) der Ronsdorf-Müngstener Eisenbahn |
| Wupperbrücke Remscheider Straße (51° 9′ 57″ N, 7° 8′ 9″ O) | Spannbeton-Balkenbrücke der Bundesstraße 229 |